# ポール・リカール・サーキット
シルキュイ・ポール・リカール（フランス語: Circuit Paul Ricard、ポール・リカール・サーキット）は、フランスの南部・マルセイユ近郊のル・キャステレ村にあるサーキット。リキュールで名高いペルノ・リカール社を創立したポール・リカール (Paul Ricard) の名前が冠されている。

## 概要
プロヴァンス地方の中心都市マルセイユから東約40km、地中海から北に約15kmの山中に位置する。なだらかな丘の上にあり、南仏特有の青い空と日差し、「ミストラル」と呼ばれる強い北風が特徴。
サーキットの建設費を出資したポール・リカールの名を冠して1970年4月19日に開業した。四輪では1971年から1990年までF1のフランスグランプリの舞台となった。二輪では1973年から1999年までロードレース世界選手権（現在のMotoGP）が行われたほか、1980年から1999年、2015年からフランスの人気レース、ボルドール24時間耐久レースが行われた。
1999年にポール・リカールが死去した後、F1の商業面の最高責任者バーニー・エクレストンの関連会社エクセリス社が経営権を取得。近年のF1開催サーキットを多く手がけるヘルマン・ティルケの再設計により、様々なコースレイアウトに変更できるよう大幅な改修が行われ、2002年にポール・リカール・ハイテク・テスト・トラック (Paul Ricard High Tech Test Track,HTTT) と呼ばれるテスト専用サーキットへと生まれ変わった。ウェットコンディションを人工的に再現する散水装置も備えており、F1から市販車、レーシングカートまで、様々な車の走行テストが可能である。2001年にはトヨタと提携し、トヨタのF1進出プロジェクトのテストを行う前線基地となった。2010年には翌年からF1のタイヤサプライヤーとなるピレリのテストも行われた。
2009年にはグランドスタンドなどの観客設備を再整備し、再びシルキュイ・ポール・リカールとして一般に開放。FIA GT選手権やユーロF3、ル・マン・シリーズ、世界ツーリングカー選手権（WTCC）、FIM世界耐久選手権（EWC）、ブランパンGTシリーズなどのレースが多数開催されている。また、FIA 世界耐久選手権 (WEC) のシーズン開幕を告げる合同テスト（プロローグ）が以前は行われていた。
2013年よりベルギーGP（スパ・フランコルシャン）と隔年開催する形で、当地においてF1フランスGPを復活させる計画が進んでいたが、支援を約束していたサルコジ大統領が2012年の大統領選で落選。後任のオランド大統領が支援を否定し、フランスGPの復活は一時頓挫した。
2016年12月5日、当サーキットで2018年から5年間F1フランスGPを開催する契約を結んだことが発表され、10年ぶりにフランスGPが復活することになった。ポール・リカールでフランスGPを開催するのは1990年以来28年ぶりとなる。プロヴァンス＝アルプ＝コート・ダジュール地域圏、トゥーロン市、ヴァール県、フランス自動車連盟 (FFSA）が財政的に支援する。しかし2022年の契約切れに伴い開催が終了し、プロモーターも同年12月に解散している。
2023年2月、元F1ドライバーのジャン・アレジがサーキット運営会社の会長に就任した。

## レイアウト

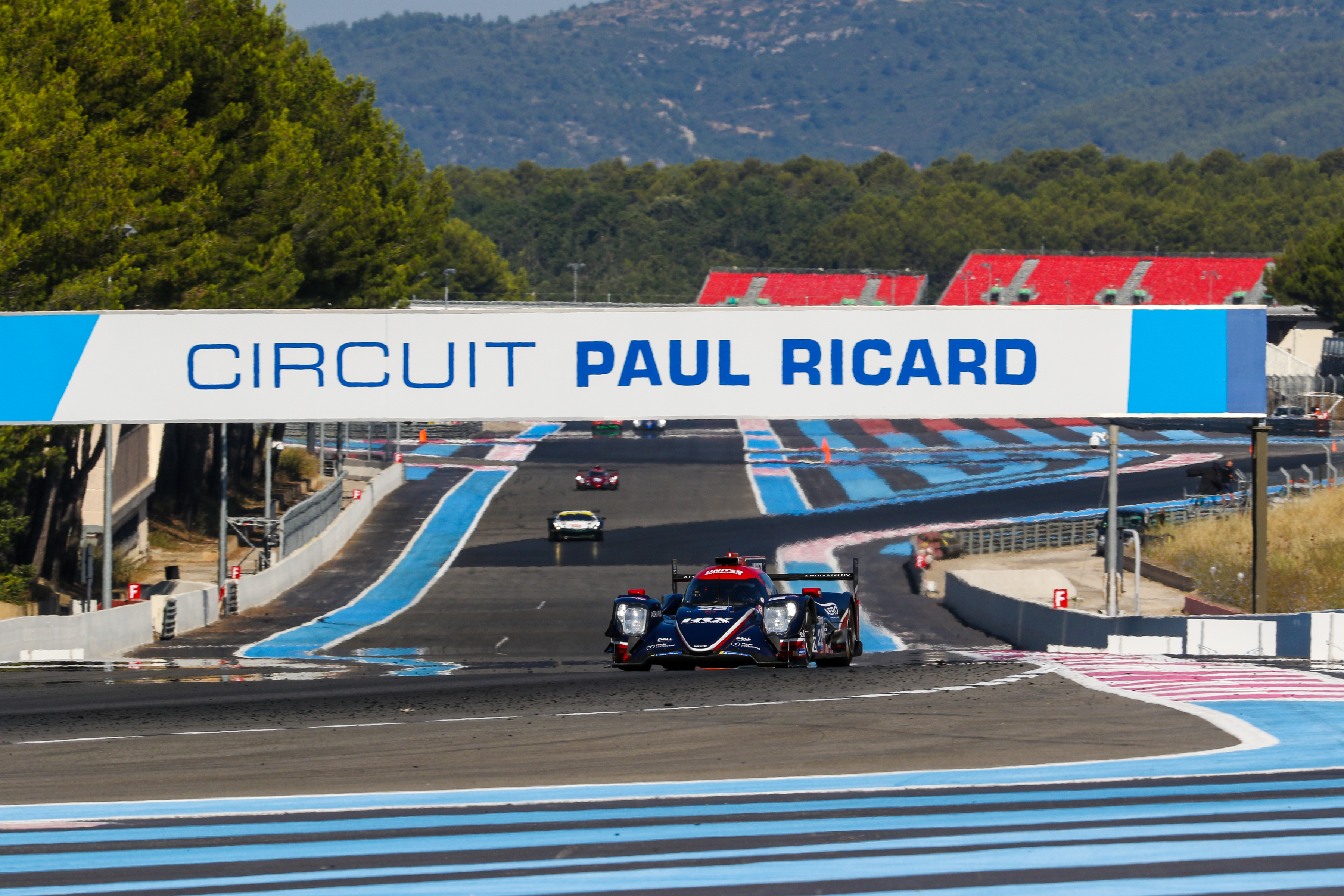
ミストラル

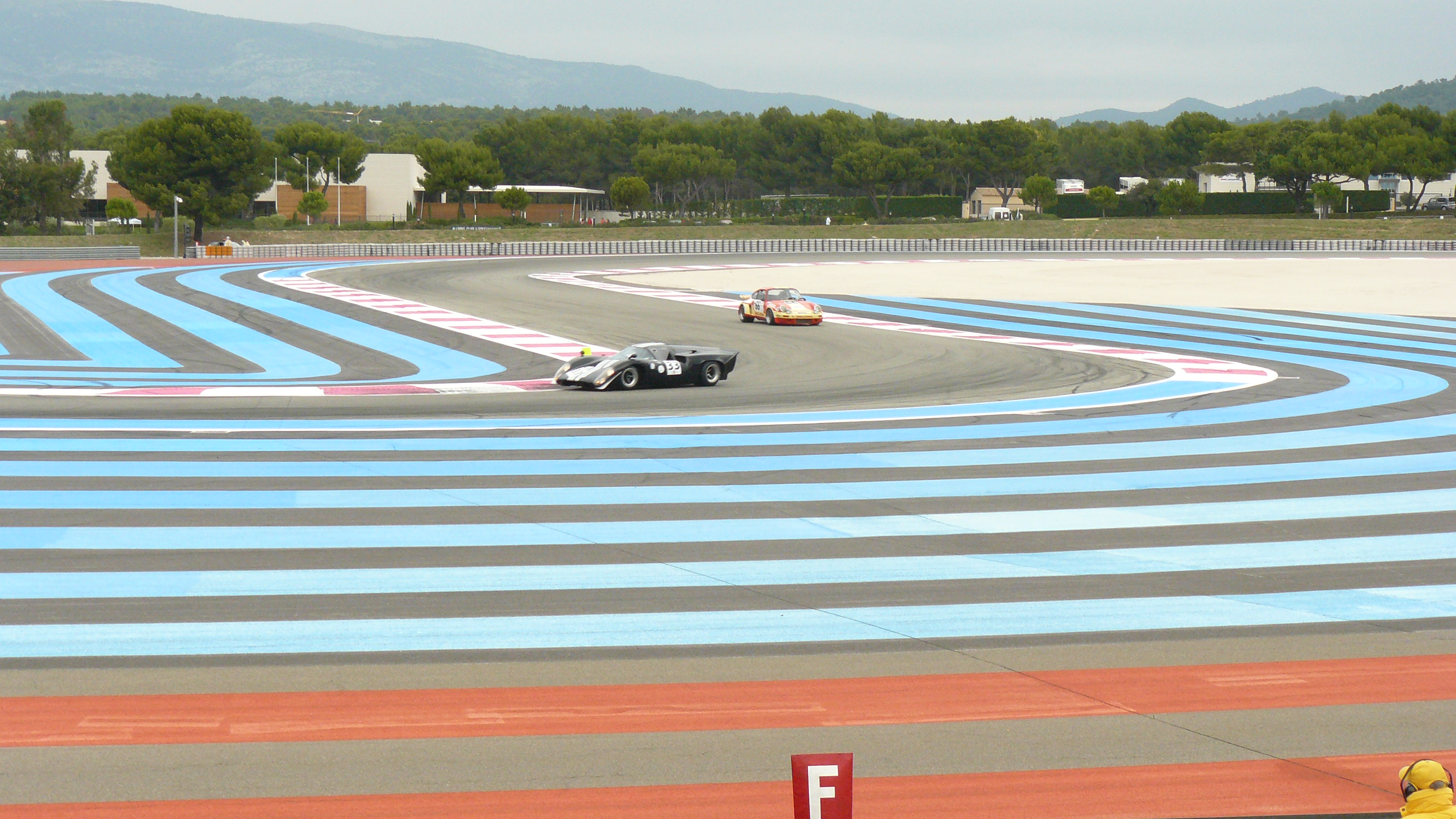
最終コーナー付近のコース風景。路面の縞模様はグリップ力の高い特殊コートで、赤色の箇所は青色の箇所よりもグリップ力が高い。

オリジナルのレイアウトは一周約5.81km。ホームストレートから1コーナーの高速S字 (S de la Verrerie) を抜け、2コーナーのシケインで減速。3コーナー（Saint-Beaurne）で折り返し、全長の4割近くを占める1.8kmの「ミストラル・ストレート（Mistral Straight）」を疾走。ほぼ全開で曲がる高速コーナーの「シーニュ（Signes）」を抜けて2連続右コーナー「ボーセ（Beausset）」を回り込み、中低速テクニカルセクションに入る。鋭角の最終コーナー (Vilage du Pont) を立ち上がるとホームストレートに戻る。
1986年5月、エリオ・デ・アンジェリスがテスト走行中の1コーナーでクラッシュし、炎上事故により死亡。それ以降は前半区間を使わず、ホームストレートエンドから直接バックストレートの途中へ繋がるように短縮され、3.813kmのショートコースとして利用された。路面は高低差が微小で全体的にフラットであり、1990年のF1フランスGPでは空力的に神経質な特性をもつレイトンハウス・CG901がこのフラット路面にマッチし、イヴァン・カペリがレース終盤まで優勝目前の快走を見せた。
テストトラックとしてはシケインやショートカットを組み合わせることで、フルコース5,861mから最短826mまで全247通りものレイアウトを選択できる。
2018年からF1カレンダーに復活したフランスGPではオリジナルに近い5.842kmのロングコースを採用。エンジンが最高回転で回り続けることを避けるため、またはオーバーテイクポイントを増やすため、1.8kmのミストラル・ストレートの途中にあるシケイン (chicane Nord) を通過する。1コーナーは最もタイトなバージョンが使用される。DRSゾーンはホームストレートとミストラル・ストレート前半の2区間に設けられる。
2019年、安全上の懸念からピットレーンの入り口が変更となり、ターン14の右側から進入する形となった。
FIM世界耐久選手権 (EWC) のボルドール24時間耐久ロードレースではミストラル・ストレートにシケインを置かない5.791kmのレイアウトを使用しており、二輪でも最高速度340km/hを記録する。
コース周囲には走路に平行して青または赤の縞模様が描かれており、ポール・リカール・サーキットの代名詞ともなっている。この模様は、摩擦力が大きくなるようなコートされたものであり、コースオフした車両の減速に効果がある。グラベルやグリーンの代替として使用されることにより、従来のグラベルでは困難であった進入後の車両の制御や復帰が容易になると同時に、グリーンのような維持コストが不要となった。

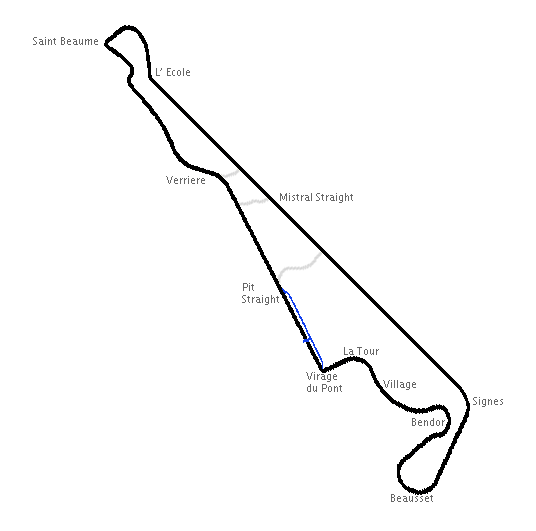
オリジナルのロングコース
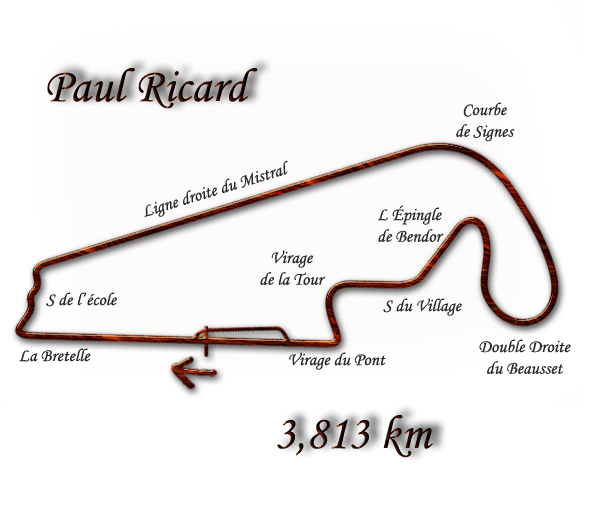
1986年から1990年のフランスGPで使用されたショートコース。
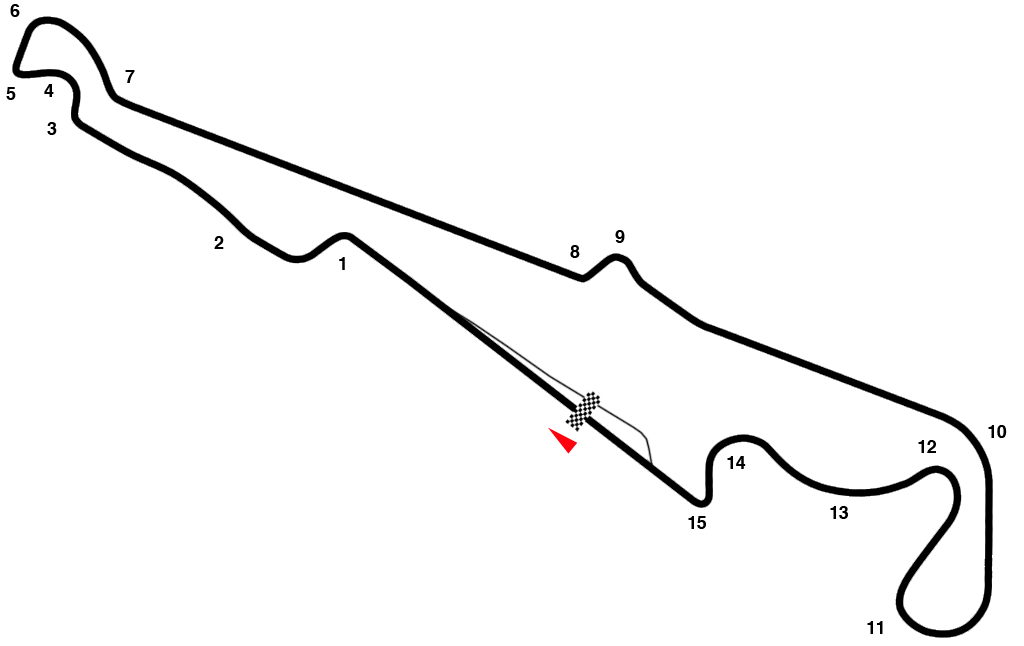
2018年のフランスGPのレイアウト
2019年からのフランスGPのレイアウト

座標: 北緯43度15分05.79秒 東経5度47分36.40秒 / 北緯43.2516083度 東経5.7934444度

## 周辺
サーキットの南西側にはル・キャステレ空港があり、サーキットのホームストレートとほぼ平行になるような形で滑走路が設けられている。ただし滑走路長が1500m弱と短いため小型機しか乗り入れができず、主にビジネスジェットの発着に使われている。
またサーキットの北側には、レーシングカーコンストラクターのオレカが本社並びにファクトリーを置いている。